# Qualificazioni al campionato mondiale di calcio 2006 - UEFA (gruppo 2)

## Classifica
| Squadra    | Pt | G  | V | N | P  | GF | GS | DR  |
| ---------- | -- | -- | - | - | -- | -- | -- | --- |
| Ucraina    | 25 | 12 | 7 | 4 | 1  | 18 | 7  | +11 |
| Turchia    | 23 | 12 | 6 | 5 | 1  | 23 | 9  | +14 |
| Danimarca  | 22 | 12 | 6 | 4 | 2  | 24 | 12 | +12 |
| Grecia     | 21 | 12 | 6 | 3 | 3  | 15 | 9  | +6  |
| Albania    | 13 | 12 | 4 | 1 | 7  | 11 | 20 | -9  |
| Georgia    | 10 | 12 | 2 | 4 | 6  | 14 | 25 | -11 |
| Kazakistan | 1  | 12 | 0 | 1 | 11 | 6  | 29 | -23 |

## Risultati
| Tirana 4 settembre 2004 | Albania | 2 – 1 | Grecia |  |

| Trebisonda 4 settembre 2004 | Turchia | 1 – 1 | Georgia |  |

| Copenaghen 4 settembre 2004 | Danimarca | 1 – 1 | Ucraina |  |

| Almaty 8 settembre 2004 | Kazakistan | 1 – 2 | Ucraina |  |

| Il Pireo 8 settembre 2004 | Grecia | 0 – 0 | Turchia |  |

| Tbilisi 8 settembre 2004 | Georgia | 2 – 0 | Albania |  |

| Istanbul 9 ottobre 2004 | Turchia | 4 – 0 | Kazakistan |  |

| Kiev 9 ottobre 2004 | Ucraina | 1 – 1 | Grecia |  |

| Tirana 9 ottobre 2004 | Albania | 0 – 2 | Danimarca |  |

| Copenaghen 13 ottobre 2004 | Danimarca | 1 – 1 | Turchia |  |

| Almaty 13 ottobre 2004 | Kazakistan | 0 – 1 | Albania |  |

| Leopoli 13 ottobre 2004 | Ucraina | 2 – 0 | Georgia |  |

| Istanbul 17 novembre 2004 | Turchia | 0 – 3 | Ucraina |  |

| Il Pireo 17 novembre 2004 | Grecia | 3 – 1 | Kazakistan |  |

| Tbilisi 17 novembre 2004 | Georgia | 2 – 2 | Danimarca |  |

| Tirana 9 febbraio 2005 | Albania | 0 – 2 | Ucraina |  |

| Atene 9 febbraio 2005 | Grecia | 2 – 1 | Danimarca |  |

| Copenaghen 26 marzo 2005 | Danimarca | 3 – 0 | Kazakistan |  |

| Istanbul 26 marzo 2005 | Turchia | 2 – 0 | Albania |  |

| Tbilisi 26 marzo 2005 | Georgia | 1 – 3 | Grecia |  |

| Kiev 30 marzo 2005 | Ucraina | 1 – 0 | Danimarca |  |

| Atene 30 marzo 2005 | Grecia | 2 – 0 | Albania |  |

| Tbilisi 30 marzo 2005 | Georgia | 2 – 5 | Turchia |  |

| Istanbul 4 giugno 2005 | Turchia | 0 – 0 | Grecia |  |

| Kiev 4 giugno 2005 | Ucraina | 2 – 0 | Kazakistan |  |

| Tirana 4 giugno 2005 | Albania | 3 – 2 | Georgia |  |

| Atene 8 giugno 2005 | Grecia | 0 – 1 | Ucraina |  |

| Almaty 8 giugno 2005 | Kazakistan | 0 – 6 | Turchia |  |

| Copenaghen 8 giugno 2005 | Danimarca | 3 – 1 | Albania |  |

| Almaty 17 agosto 2005 | Kazakistan | 1 – 2 | Georgia |  |

| Istanbul 3 settembre 2005 | Turchia | 2 – 2 | Danimarca |  |

| Tbilisi 3 settembre 2005 | Georgia | 1 – 1 | Ucraina |  |

| Tirana 3 settembre 2005 | Albania | 2 – 1 | Kazakistan |  |

| Kiev 7 settembre 2005 | Ucraina | 0 – 1 | Turchia |  |

| Almaty 7 settembre 2005 | Kazakistan | 1 – 2 | Grecia |  |

| Copenaghen 7 settembre 2005 | Danimarca | 6 – 1 | Georgia |  |

| Copenaghen 8 ottobre 2005 | Danimarca | 1 – 0 | Grecia |  |

| Dnipropetrovs'k 8 ottobre 2005 | Ucraina | 2 – 2 | Albania |  |

| Tbilisi 8 ottobre 2005 | Georgia | 0 – 0 | Kazakistan |  |

| Atene 12 ottobre 2005 | Grecia | 1 – 0 | Georgia |  |

| Tirana 12 ottobre 2005 | Albania | 0 – 1 | Turchia |  |

| Almaty 12 ottobre 2005 | Kazakistan | 1 – 2 | Danimarca |  |